# Ohradzany
Ohradzany és un poble i municipi d'Eslovàquia. Es troba a la regió de Prešov, al nord del país. El 2022 tenia una població estimada de 622 habitants.
La primera referència escrita a la vila data del 1317.

## Demografia
| Godina             | 1994 | 2004   | 2014   | 2024   |
| ------------------ | ---- | ------ | ------ | ------ |
| Nombre de persones | 594  | 619    | 643    | 614    |
| Diferència         |      | +4,20% | +3,87% | −4,51% |

| Godina             | 2023 | 2024   |
| ------------------ | ---- | ------ |
| Nombre de persones | 615  | 614    |
| Diferència         |      | −0,16% |